# Epiphragma dysommatum
Epiphragma dysommatum är en tvåvingeart som beskrevs av Alexander 1965. Epiphragma dysommatum ingår i släktet Epiphragma och familjen småharkrankar. Inga underarter finns listade i Catalogue of Life.